# 髙梨潤一郎
髙梨 潤一郎（たかなし じゅんいちろう、1981年7月30日 - ）は、日本の演出家。
千葉県生まれ。プロダンサーから転身。2009年に演出家としてデビュー。プロスポーツチームの試合演出やスポーツブランドのイベント演出などを幅広く手がける。

## プロフィール
20代前半からプロダンサーとして活動し安室奈美恵やBIGBANG、格闘技イベントなどへ出演。
2009年から演出家へ転身し、ONE LOVE PROJECTを設立。
日本プロバスケットボールチームの「埼玉ブロンコス」のオフィシャルダンスチームのプロデューサーや「千葉ジェッツふなばし」、「トヨタ自動車アルバルク東京（現アルバルク東京）」の演出家として試合中のパフォーマンスや数々のイベントをプロデュース。
2018年、2019年には東京代々木公園、東京ミッドタウン、東京丸の内で開催されたNIKEが主催するイベントZOOM SPEED RACE STAGE1、STAGE2、STAGE3の総合演出を担当。

## 実績・略歴

### ダンサーとして
- 安室奈美恵 「What’s a Feeling 80’s」 MVへ出演[2]。
- BIG BANG 「GLOBAL WARNING TOUR」へ出演。
- K-1 WORLD MAX 世界一決定トーナメント OPENNING SHOWへ出演[3]。
- 小柳ゆき 日刊スポーツ創刊60周年記念 神宮外苑花火大会へ出演。

### 演出家として
- 2008年：日本プロバスケットボールチーム「埼玉ブロンコス」の オフィシャルダンスチームのプロデューサーに就任。
- 2009年：プロフットサルチーム「 府中アスレティックFC 」演出担当に就任。
- 2011年：JBLオールスター戦 ハーフタイムショーをプロデュース。またプロバスケットボールチーム「千葉ジェッツ」の演出担当に就任。
- 2014年：日本プロバスケットボールチーム「トヨタ自動車アルバルク東京（現アルバルク東京）」の演出担当に就任。
- 2015年：モータースポーツ「MOTOR GAMES」の演出担当に就任。
- 2017年：日本プロバスケットボールチーム「豊通ファイティングイーグルス名古屋」の演出担当に就任。
- 2018年：NIKE ZOOM SPEED RACEの総合演出を担当。

### ラジオ出演
- 2016年：別所哲也「J-WAVE TOKYO MORNING RADIO」ゲスト出演。

### 受賞歴
- 2008年：埼玉ブロンコスにて「bjリーグベストパフォーマー賞」受賞[4]。

## 主な演出作品年表

### ランニングイベント
| 実施年度 | イベント名                  | 主催 | 開催場所             |
| -------- | --------------------------- | ---- | -------------------- |
| 2018年   | NIKE ZOOM SPEED RACE STAGE1 | NIKE | 代々木公園           |
| 2018年   | NIKE ZOOM SPEED RACE STAGE2 | NIKE | 東京ミッドタウン周辺 |
| 2019年   | NIKE ZOOM SPEED RACE STAGE3 | NIKE | 東京丸の内           |

### バスケットボールイベント
| 年度          | 演出担当チーム・イベント                       | チーム本拠地             |
| ------------- | ---------------------------------------------- | ------------------------ |
| 2009年-2010年 | 埼玉ブロンコス                                 | 埼玉県所沢市・さいたま市 |
| 2009年-2010年 | JBLオールスターハーフタイムショー              |                          |
| 2010年-2011年 | 埼玉ブロンコス                                 | 埼玉県所沢市・さいたま市 |
| 2011年-2012年 | 埼玉ブロンコス                                 | 埼玉県所沢市・さいたま市 |
| 2011年-2012年 | bjリーグ オールスターハーフタイムショー        |                          |
| 2011年-2012年 | 千葉ジェッツふなばし                           | 千葉県船橋市             |
| 2012年-2013年 | 千葉ジェッツふなばし                           | 千葉県船橋市             |
| 2013年-2014年 | 千葉ジェッツふなばし                           | 千葉県船橋市             |
| 2014年-2015年 | トヨタ自動車アルバルク東京（現アルバルク東京） | 東京都渋谷区             |
| 2015年-2016年 | トヨタ自動車アルバルク東京（現アルバルク東京） | 東京都渋谷区             |
| 2016年-2017年 | トヨタ自動車アルバルク東京（現アルバルク東京） | 東京都渋谷区             |
| 2017年-2018年 | 豊通ファイティングイーグルス名古屋             | 愛知県名古屋市           |
| 2018年-2019年 | 豊通ファイティングイーグルス名古屋             | 愛知県名古屋市           |

### フットサルイベント
| 実施年度      | イベント名                                                                 | 開催場所・チーム本拠地         |
| ------------- | -------------------------------------------------------------------------- | ------------------------------ |
| 2014年        | 東日本大震災復興支援チャリティマッチ「SAWA and Friends New year’s Night 」 | 東京都府中市府中市立総合体育館 |
| 2009年-2018年 | 東京府中アスレティックフットボールクラブ                                   | 東京都立川市・府中市           |

### モータースポーツイベント
| 実施年度 | イベント名       | 開催場所                 |
| -------- | ---------------- | ------------------------ |
| 2015年   | MOTOR GAMES 2015 | 静岡県富士スピードウェイ |

## 関連
1. ↑  「スピードを求める全てのランナーに向けたランニング ロードレース シリーズ 「NIKE ZOOM SPEED SERIES」がスタート」
2. ↑  「Ｆ１リーグ第2節を開催…立川・府中が新たな演出で会場を盛り上げる」
3. ↑  「ピンチをチャンスに！立川・府中が見せたフットサル興行の新たな可能性」